# Gerhard Dallinger
Gerhard Dallinger (* 30. März 1940 in Eferding; † 21. Oktober 2016 in Weiler) war ein österreichischer Komponist, Dirigent und Chorleiter. Er war der Bruder des Komponisten Fridolin Dallinger (1933–2020).

## Leben
Gerhard Dallinger maturierte an der Bundeserziehungsanstalt Graz-Liebenau. Danach studierte er an der Universität für Musik und darstellende Kunst Wien Cello bei Tobias Kühne, Klavier bei Doris Leischner, Dirigieren bei Hans Swarowsky und Komposition bei Karl Schiske. Er ergänzte seine Fertigkeiten im Rahmen von Meisterkursen u. a. bei Miltiades Caridis, Carl Melles, Gustav Kuhn, Markus Stockhausen, Hans-Ola Ericsson und Erwin Ortner.
Von 1966 bis 1973 leitete er eine Celloklasse am Kärntner Landeskonservatorium in Klagenfurt. Danach wirkte er als Chordirektor bzw. Kapellmeister an Opernhäusern in Istanbul, Metz und Straßburg. Von 1977 bis 1988 war er Gründungsdirektor des Vorarlberger Landeskonservatoriums in Feldkirch und von 1982 bis 2001 Leiter des Kammerchors „Hortus Musicus“ in Feldkirch, mit dem er mehrere internationale Preise errang.

## Auszeichnungen
- 1973: Förderpreis des Landes Kärnten
- 1985: Dritter Preis beim Internationalen Chorwettbewerb in Gorizia als Chorleiter
- 1988: Erster Preis beim Wettbewerb Austria cantat in Grafenegg
- 1990: Erster Preis beim Internationalen Chorwettbewerb Walther von der Vogelweide in Linz
- 1993: Zweiter Preis beim Internationalen Chorwettbewerb in Neuchâtel
- 1993: Erster Preis beim Internationalen Chorwettbewerb Franz Schubert in Wien
- 1995: Verleihung des Titels Professor h. c.
- 1996: Ferdinand Großmann-Preis
- 1998: Erster Gesamtplatz und Chorpreis des Landes Oberösterreich anlässlich des dritten Internationalen Chortages in Bad Ischl
- 1998: Erste Plätze beim Pflichtlied- und Volksliedwettbewerb

## Werke (Auswahl)

### Ensemblemusik
- Erstes Streichquartett – Fünf Stücke für Streichquartett, op. 3[3][4]
- Vier Stücke für Flöte und Klavier, op. 4a[3][4]
- Vier Stücke für Blockflöte und Klavier, op. 4b[3][4]
- Zweites Streichquartett, op. 5[3][4]
- Ballade für Sopranblockflöte und Klavier, op. 8[3]
- Märchen, op. 12[3][4]
- Humoreske – für Sopranblockflöte und Klavier, op. 17[3][4]
- Salome – für Mezzosopran, Bariton, Harfe und Klavier, op. 19[3][4]
- Rondino – für Blockflöte und Klavier, op. 20[3][4]

### Geistliche Musik
- Haldener Messe – Leichte deutsche Messe, op. 9[3][4]
- Psalm 86/14-17 – für gemischten Chor a cappella. op. 13[3][4]
- Maria durch ein Dornwald ging – Satz für gemischten Chor a cappella, op. 25 (1994)[3][4]
- Es sungen drei Engel – Satz für gemischten Chor a cappella, op. 26 (1994)[3][4]

### Vokalmusik
- Zwei Winterlieder – für gemischten Chor, op. 14/1+2 (Text: Eugen Andergassen)[3][4]
- Drei alpenländische Volkslieder – für Cor und gemischten Chor, op. 15a-c[3][4]
- Herbstmorgen – für Chor, op. 18[3]
- Recessional – für gemischten Chor a cappella, op. 21[3][4]
- Herzenswünsche – für gemischten Chor und Klavier, op. 24[3][4]
- Sinnspruch – Für 2 gemischte Chöre a cappella, op. 27 (1994)[3][4]
- Recessional II – für gemischten Chor a cappella, op 28 (1994)[3][4]
- Sieben heitere Miniaturen aus dem „Wiener Panoptikum“ – von Ernst Kein, für vierstimmigen gemischten Chor a cappella, op. 33 (1995)[3][4]
- Laudate Dominum – für 4-stimmigen gemischten Chor a cappella, op. 38 (2004)[3][4]